# Joan Reventós
Pour les articles homonymes, voir Reventós.
Joan Reventós i Carner, né le 26 juin 1927 à Barcelone et mort le 13 janvier 2004, est un homme politique catalan.
Il fut président du Parlement catalan, cofondateur du Parti socialiste catalan, ambassadeur d'Espagne en France de 1983 à 1986, ce qui lui permit de travailler pour que l'Espagne rejoigne la Communauté économique européenne, avocat, homme d'affaires, écrivain et poète.